# Mad (Slovacchia)
Mad (in ungherese Nagymad) è un comune della Slovacchia facente parte del distretto di Dunajská Streda, nella regione di Trnava.